# Stiftskirche Herrenberg
Die Stiftskirche ist das Wahrzeichen der Stadt Herrenberg und beherrscht durch die Lage am Schlossberghang am Schönbuch das Tal weithin. Aufgrund dieser Lage wird sie scherzhaft in Anlehnung einer über ihre Küken wachenden Henne auch „Glucke vom Gäu“ genannt. Die Kirche gehört der evangelischen Kirchengemeinde Herrenberg.

## Geschichte

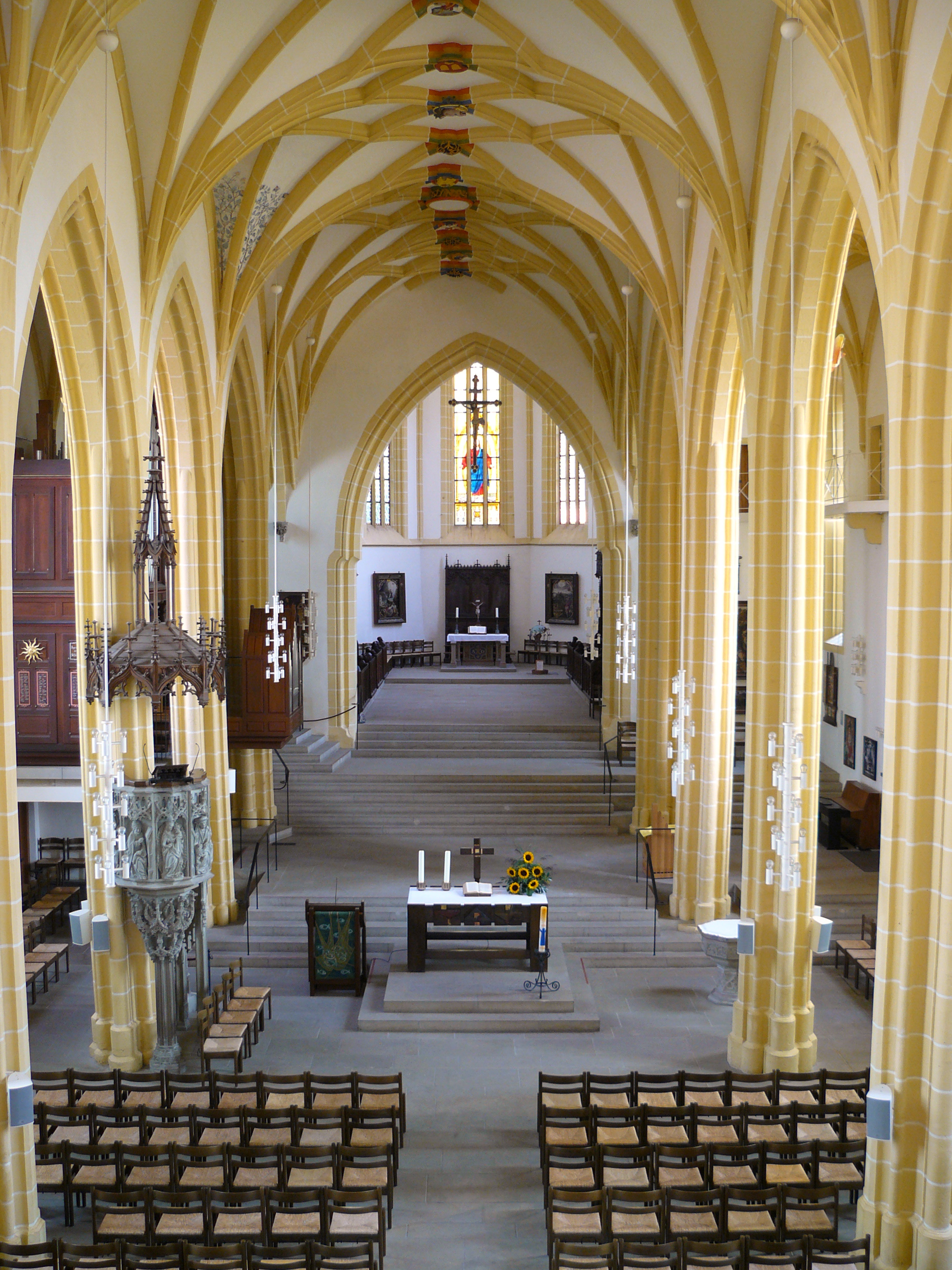
Blick von der Empore zum Chor

### Anfänge
Bauherren waren die Gründer der Stadt Herrenberg, die Pfalzgrafen von Tübingen. Es ist kein genauer Baubeginn für die Kirche überliefert. 1275 wird erstmals eine Kirche in Herrenberg urkundlich erwähnt. 1284 nennt ein Ablassbrief das Patrozinium: die Kirche in Herrenberg ist „der seligen Jungfrau Maria“ geweiht. Altarweihen fanden 1293 und 1328 statt.
Bei der umfangreichen Sanierung der Kirche in den Jahren 1971 bis 1982 wurden archäologische Grabungen durchgeführt. Es konnte festgestellt werden, dass die heutige Kirche einen Vorgängerbau gehabt hatte. Es wurde ein schmalerer, kürzerer Chor festgestellt, außerdem Mauerreste, die annehmen lassen, dass der ursprüngliche Bau weniger lang und breit geplant war. Ob diese erste Kirche fertiggestellt und wieder abgerissen wurde oder ob während der Bauzeit eine Planänderung stattfand, ist nicht eindeutig. Vor dem Neubau des heutigen Chors muss der alte Chor jedoch vollständig abgetragen worden sein, da die Südwand des neuen Chors auf den Fundamenten des alten aufsetzt.
Die unteren Geschosse des Westbaus, die Langhausmauern und Teile der Pfeiler des Langhauses stammen aus den Jahrzehnten des späten 13. bzw. frühen 14. Jahrhunderts. Um die Mitte des 14. Jahrhunderts baute man den Südturm (dendrochronologisch auf 1353 datiert) und wohl bald darauf auch die heutige Sakristei im Norden der Kirche, denn dort kommen gleiche Steinmetzzeichen wie am Südturm vor. Die Pfalzgrafen von Tübingen verkauften 1382 ihre Herrschaft Herrenberg und damit auch das Patronatsrecht über die dortige Kirche an die Grafen von Württemberg. Der jetzige Chor wurde in der zweiten Hälfte des 14. Jahrhunderts neu erbaut. Dies ist durch die dendrochronologische Datierung des Dachstuhlgebälks auf 1398/90 sowie durch ein markantes Steinmetzzeichen gesichert, das auch an der 1382 begonnenen Veitskirche in Stuttgart-Mühlhausen vorkommt. Der neue Chor war demnach möglicherweise ein Prestigeobjekt der neuen Stadt- und Kirchenherren.

### Chorherrenstift
1439 richteten die württembergischen Grafen Ulrich V. und Ludwig I. an der Herrenberger Marienkirche ein Chorherrenstift ein. Daher trägt die Kirche heute noch den Namen „Stiftskirche“. Ein Ablass als Aufruf zur Reparatur und Erhaltung des Kirchenbaus ist für 1453 überliefert. Daraufhin errichtete man den Nordturm, der dendrochronologisch auf 1453/54 datiert ist. 1453 stiftete eine Privatperson den Lettner (1747 abgerissen). In den Folgejahren wurden drei neue Altäre auf der Turmempore geweiht (1456), außerdem der Taufstein (1472) sowie ein Sakramentshäuschen (1475/76, in der Reformation zerstört) geschaffen.
Graf Eberhard V. von Württemberg („im Barte“), der Sohn Ludwigs I. und ab 1495 erster Herzog von Württemberg, setzte 1481 die Brüder vom gemeinsamen Leben als neue Chorherren ein. Über der Nordsakristei baute man einen Bibliotheksraum (1483–85), und die beiden steinernen Kirchtürme erhielten ihre auf alten Abbildungen erkennbaren oktogonalen Fachwerkgeschosse und hohen spitzen Turmhelme. 1486–88 wurden die Vorhalle und die Turmempore eingewölbt. Das Langhaus, das bis dahin noch eine flache Holzdecke aufwies, erhielt 1488–1492 ein schönes spätgotisches Netzgewölbe mit dekorativen Schlusssteinen. Das Gewölbe wurde mit Pflanzen- und Ornamentmalereien ausgeschmückt, von denen heute in einem Gewölbeabschnitt des Mittelschiffs zwischen Kanzel und Orgel noch ein „Fenster“ sichtbar ist. Gleichzeitig gestaltete man das sogenannte „Brautportal“ an der Nordseite der Kirche mit Baldachin und Blendmaßwerk. Gegen Ende des 15. Jahrhunderts fügte man im Süden an den Chor eine neue Sakristei an (1890 abgerissen), und nach 1495 wurde das mit spätgotischen Ornamenten versehene Südportal mit dem darüberliegenden Archivraum, das sogenannte „Wortzeichen“, fertiggestellt. Eine Kirchenweihe 1503 schloss die Bauarbeiten ab.

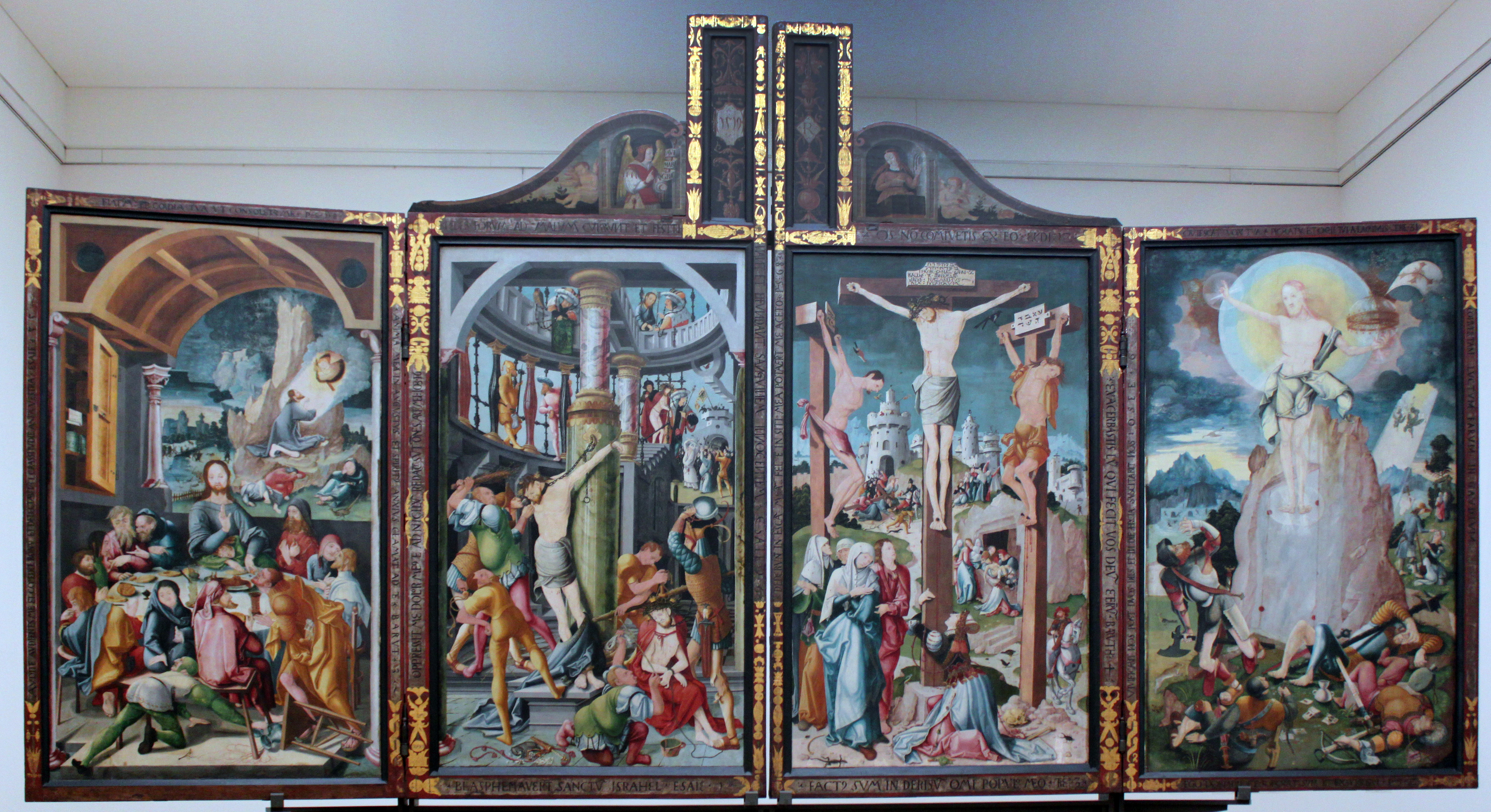
Die erhaltenen Gemäldetafeln des Herrenberger Altars, Jerg Ratgeb, 1519/21, Staatsgalerie Stuttgart

1502–1504 schuf der Herrenberger Steinmetz Hanselmann die reich geschmückte Sandsteinkanzel. Ab 1516 gestaltete der Propst der Brüder vom gemeinsamen Leben, Johannes Rebmann, den Chor der Stiftskirche, der durch den Lettner vom Kirchenschiff getrennt war, als Andachtsraum für die Chorherren. Die Darstellungen auf den Glasfenstern (1514/16, in der Reformation zerstört), auf dem Chorgestühl (1517 vollendet) und auf dem Hochaltar von Jerg Ratgeb (1519/21 fertiggestellt) folgten dabei einem einheitlichen, von Rebmann konzipierten theologischen Programm.
Im Sommer 1516 hatte Papst Leo X. dem Wunsch Herzog Ulrichs von Württemberg nach Aufhebung der Brüder vom gemeinsamen Leben entsprochen. Nach dem Tod des Johannes Rebmann 1517 wurde die Brüdergemeinschaft wieder in ein weltliches Chorherrenstift umgewandelt. Unter dessen Propst Benedikt Farner fügte man dem Chorgestühl 1533 einen Dreisitz hinzu.

### Nach der Reformation
Die Einführung der Reformation in Württemberg 1534 bedeutete im folgenden Jahr das Ende des Chorherrenstiftes. 1537 wurde unter dem Einfluss des bilderfeindlichen Reformators Ambrosius Blarer alles aus der Kirche entfernt, was man nicht als vereinbar mit der neuen Lehre ansah. Zahlreiche Altäre und Kirchengerät gingen verloren, die spätgotischen Glasmalereien und das Sakramentshäuschen im Chor wurden zerstört. Die von Jerg Ratgeb gemalten Hochaltartafeln und das Chorgestühl lagerte man auf der Empore ein. Sie entgingen nur deshalb dem Untergang, weil die spanischen Soldaten, die 1548–1551 zur Garantie des von Kaiser Karl V. beschlossenen Augsburger Interim in Herrenberg stationiert waren, zur Feier der katholischen Messe den Wiederaufbau von Altar und Gestühl im Chor verlangten. Der Mittelschrein des Hochaltars war inzwischen verloren gegangen; die vier beidseitig bemalten Altarflügel wurden in einem Rahmen zusammenmontiert. Nach der Mitte des 16. Jahrhunderts wurden erstmals hölzerne Emporen in die Kirche eingebaut. In dieser Zeit kamen auch die ersten gemalten Epitaphien als neuer Schmuck in die Kirche.
1699 umgab man den Abendmahlsaltar mit einem neuen geschnitzten und vergoldeten Holzgitter. Beim Einbau einer neuen Orgel wurden 1739 erst einige Teile des Lettners und 1747 dann der Rest davon abgerissen. Man baute neue Emporen ein und brach für bessere Lichtverhältnisse auf der Südwand unterhalb der Emporen runde Fenster ein. Mitte des 18. Jahrhunderts waren die Spitzen der beiden Türme durch wiederholte Blitzeinschläge und Unwetterschäden dermaßen baufällig, dass man sich zum Abriss entschloss. 1749 wurden sie durch den heute noch vorhandenen Fachwerkaufbau mit barocker Zwiebelhaube ersetzt.
Die Kirche ist auf einer instabilen Gips-Gesteinsschicht aus dem Keuper erbaut worden. Dieser Umstand, der sogenannte „wandernde Berg“, bestimmte durch die Jahrhunderte die Baugeschichte. Immer wieder mussten Stütz- und Noteinbauten vorgenommen sowie andere Maßnahmen ergriffen werden, um das Gebäude zu erhalten und mögliche Einsturzgefahren zu bannen. Durch Bodenbewegungen in der zweiten Hälfte des 18. Jahrhunderts war die Kirche in einem prekären Zustand und man befürchtete den Einsturz des Westbaus. So entfernte man im Jahr 1800 die Gewölbe der Turmempore und wenig später auch die der Vorhalle, baute dort einen steinernen Stützpfeiler ein, füllte statt Maßwerk und Verglasung das große Südfenster mit Fachwerk aus und vermauerte die Öffnung der Empore zum Langhaus hin. 1888–1890 erfolgte unter Architekt Friedrich Elsäßer, dem Assistenten und Büroleiter des Stuttgarter Architekten Christian von Leins, die Sicherung und Umgestaltung der Herrenberger Stiftskirche im neugotischen Geschmack. Dabei wurde die Südsakristei abgerissen. Die von Jerg Ratgeb gemalten Hochaltartafeln, die bis dahin noch im Chor gestanden hatten, verkaufte man 1890 an die Königliche Gemäldesammlung. Der „Herrenberger Altar“ befindet sich heute in der Staatsgalerie Stuttgart. Ein verkleinertes Modell des ehemaligen Hochaltars mit beweglichen Altarflügeln hängt heute an der südlichen Langhauswand der Stiftskirche.
In den Jahren 1971–1982 erfolgte die jüngste und bisher aufwendigste Restaurierung der Kirche, die sich wiederum in kritischem Zustand befand. Der Westbau wurde durch ein Korsett aus Zugankern stabilisiert, darüber hinaus zog man zwei 50 cm dicke Stahlbetondecken auf Höhe der ehemaligen Gewölbescheitel ein. Durch diese Maßnahmen konnte die Turmempore wieder zum Langhaus geöffnet und das große Südfenster freigelegt und rekonstruiert werden. Man festigte das Gewölbe des Chors, erneuerte Pfeilerfundamente und ersetzte am Außenbau verwitterten Architekturdekor durch Kopien. Im Innenraum wurden die hölzernen Emporen entfernt und die Rundfenster auf der Langhaussüdseite vermauert. Die heutige Farbigkeit des Innenraumes entspricht der ersten Farbfassung nach Originalbefunden aus der Zeit nach der Einwölbung um 1492.

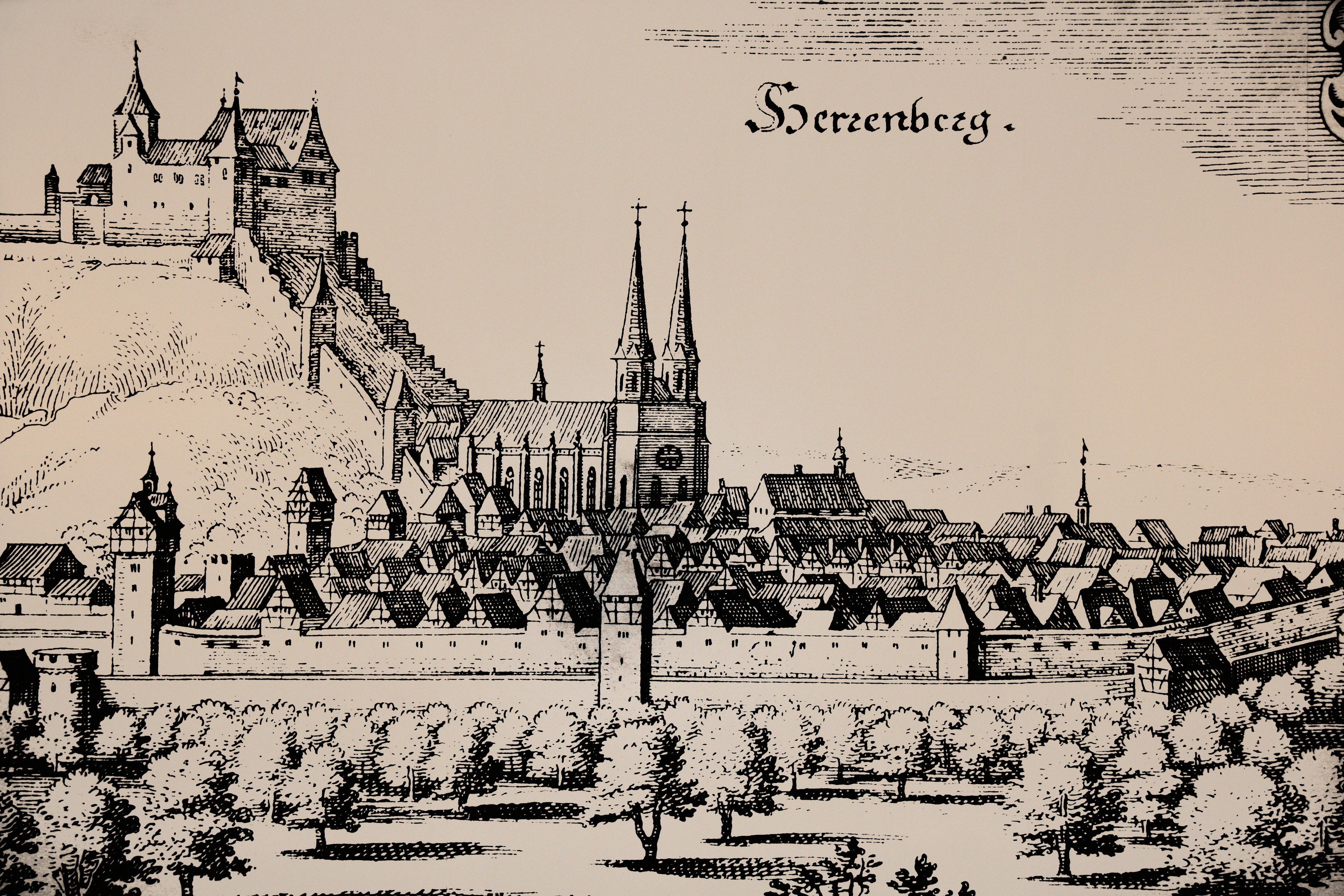
Merianstich, aufgenommen vor dem Stadtbrand 1635. Links das Schloss Herrenberg, in der Mitte die Stiftskirche
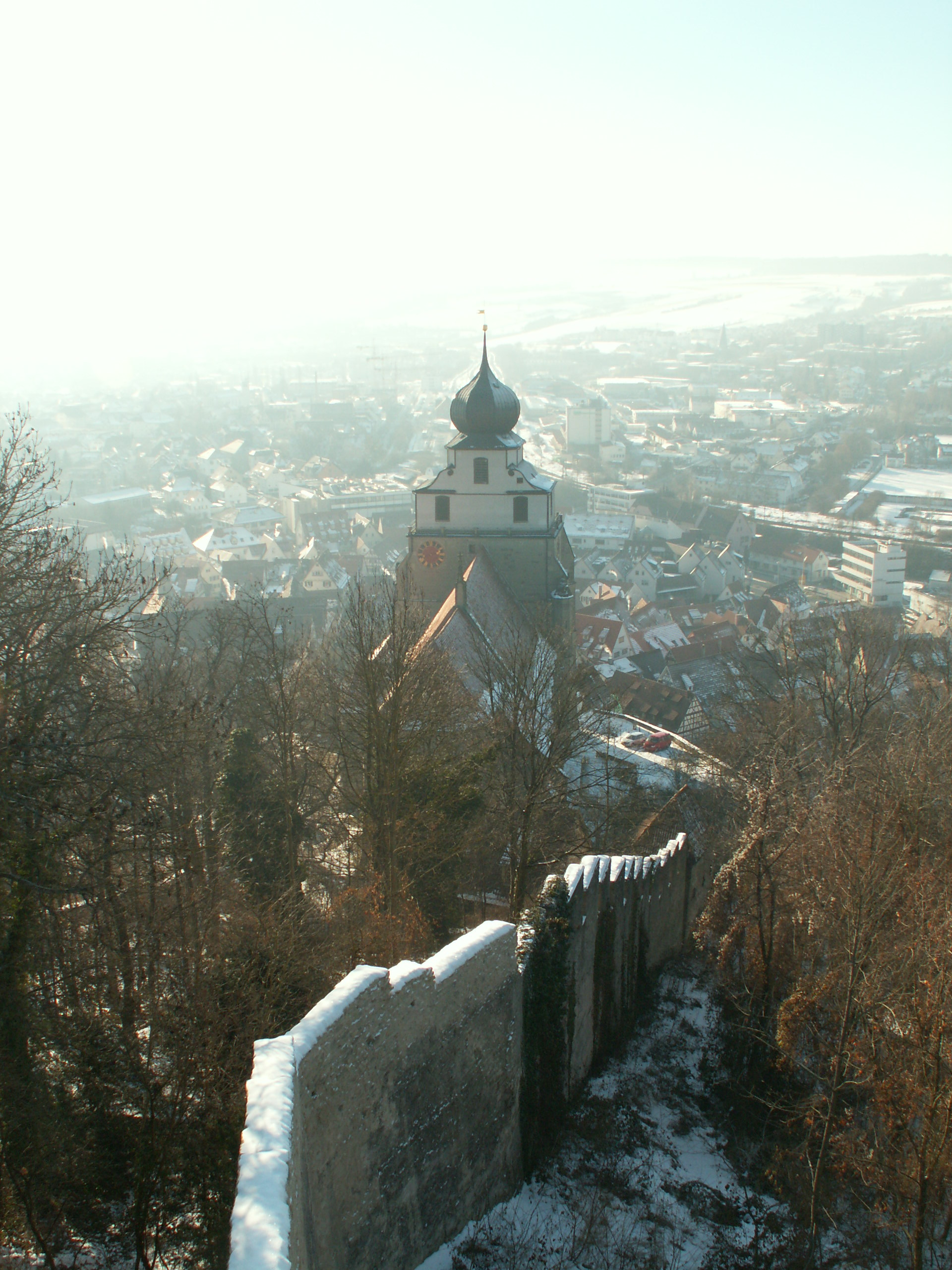
Stiftskirche von Herrenberg, Ansicht vom Schlossberg
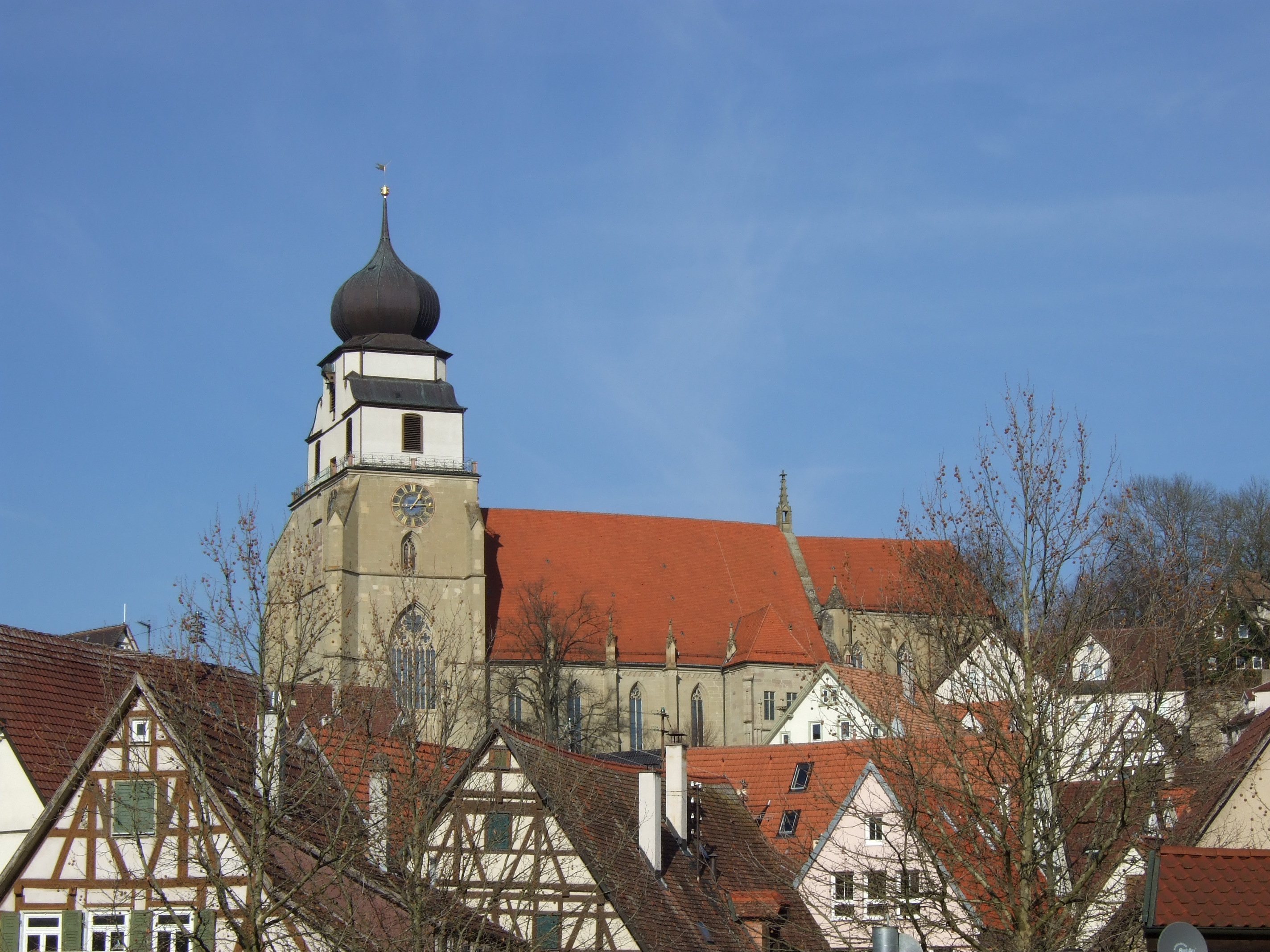
Blick von Süden
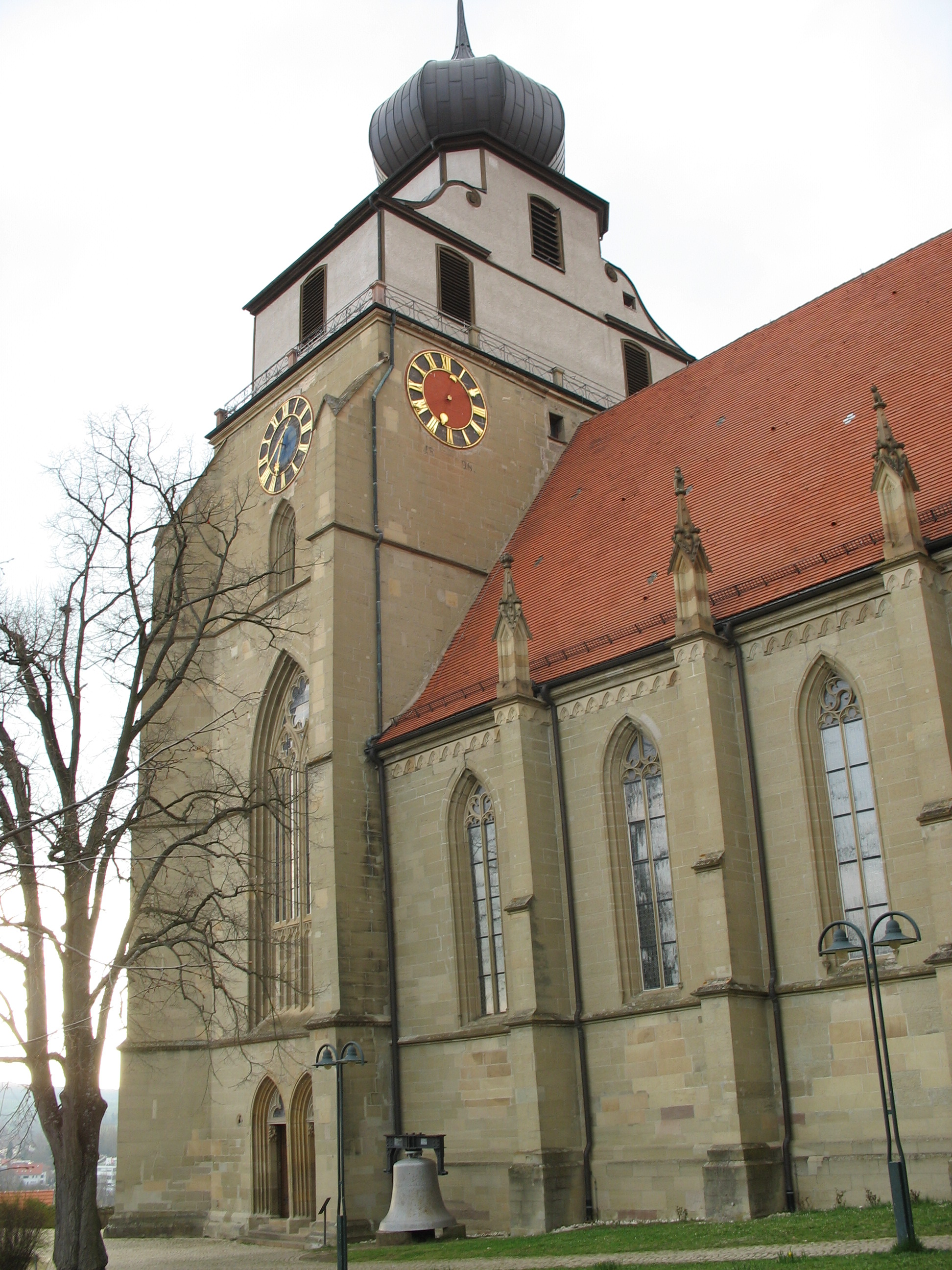
Stiftskirche
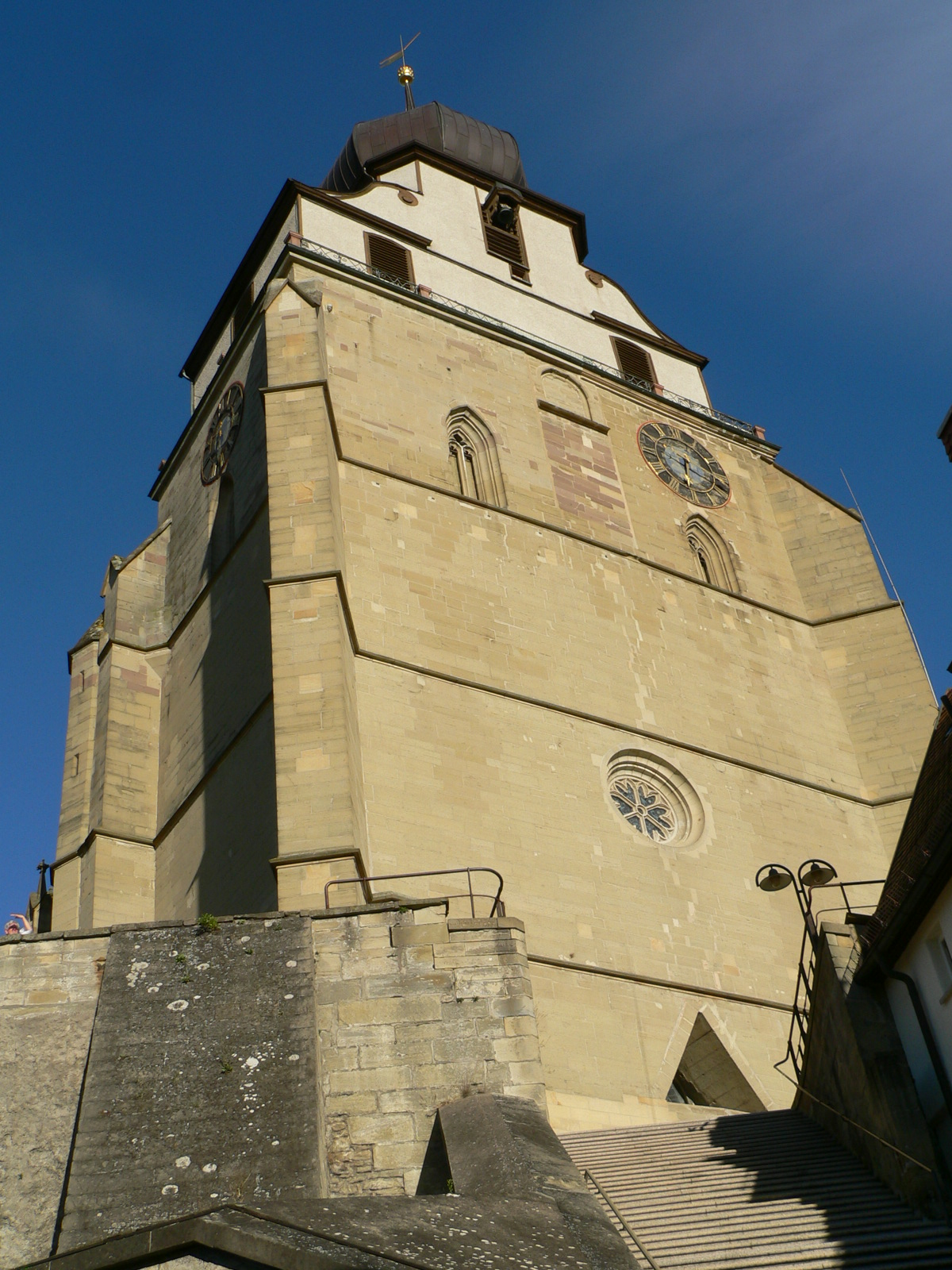
Turm
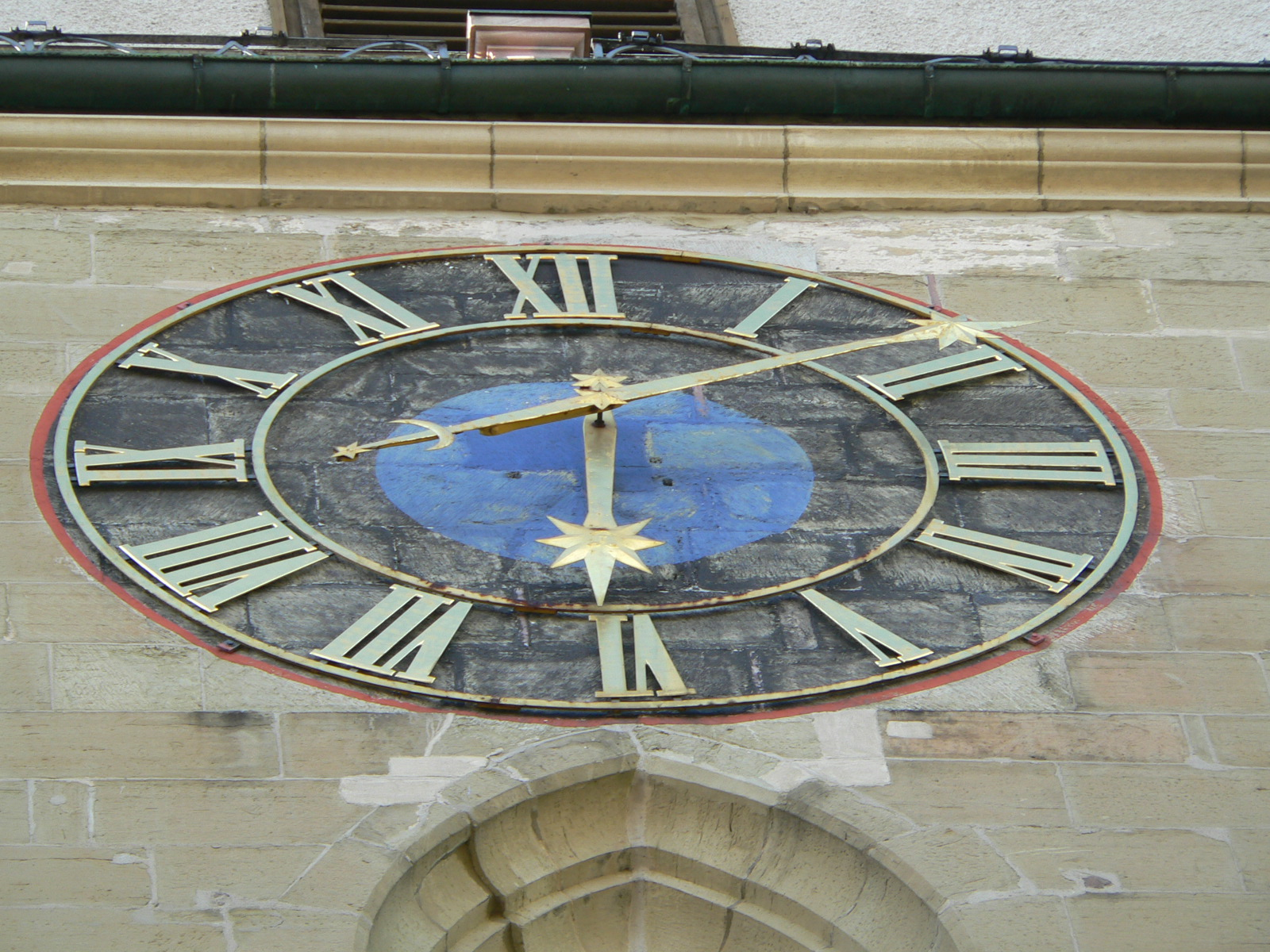
Turmuhr

## Skulpturenschmuck am Kirchenbau

### Doppelportale im Westbau
Skulpturenschmuck findet sich an den Doppelportalen (Ende des 13. Jahrhunderts), die durch die Vorhalle im Westbau Zugang zur Kirche gewähren. Das Portal im Süden ist der Haupteingang zur Kirche. Rechts und links neben den Türen war in zwei dreipassförmige Nischen je ein Kopf eingesetzt. Heute ist nur noch der linke (westliche) erhalten. Es ist nicht überliefert, wen sie darstellen. Die Portale flankierten ehemals Konsolen mit pflanzlichem Schmuck, die auf Fotos aus den 1930er Jahren noch vorhanden waren, inzwischen aber abgebrochen sind. Unterhalb des Türsturzes der linken (westlichen) Portaltür ist das stark beschädigte Hochrelief einer nur mit einem Lendenschurz bekleideten männlichen Figur zwischen Hopfenranken zu sehen. Auch hier ist die Bedeutung unklar, möglicherweise besteht ein Bezug zum früheren Hopfenanbau in der Region. Das Doppelportal im Norden hat an den Kämpfern nur pflanzlichen Schmuck, der jedoch sehr fein gearbeitet ist, so dass man Eichen-, Efeu- und Beifußblätter erkennen kann.

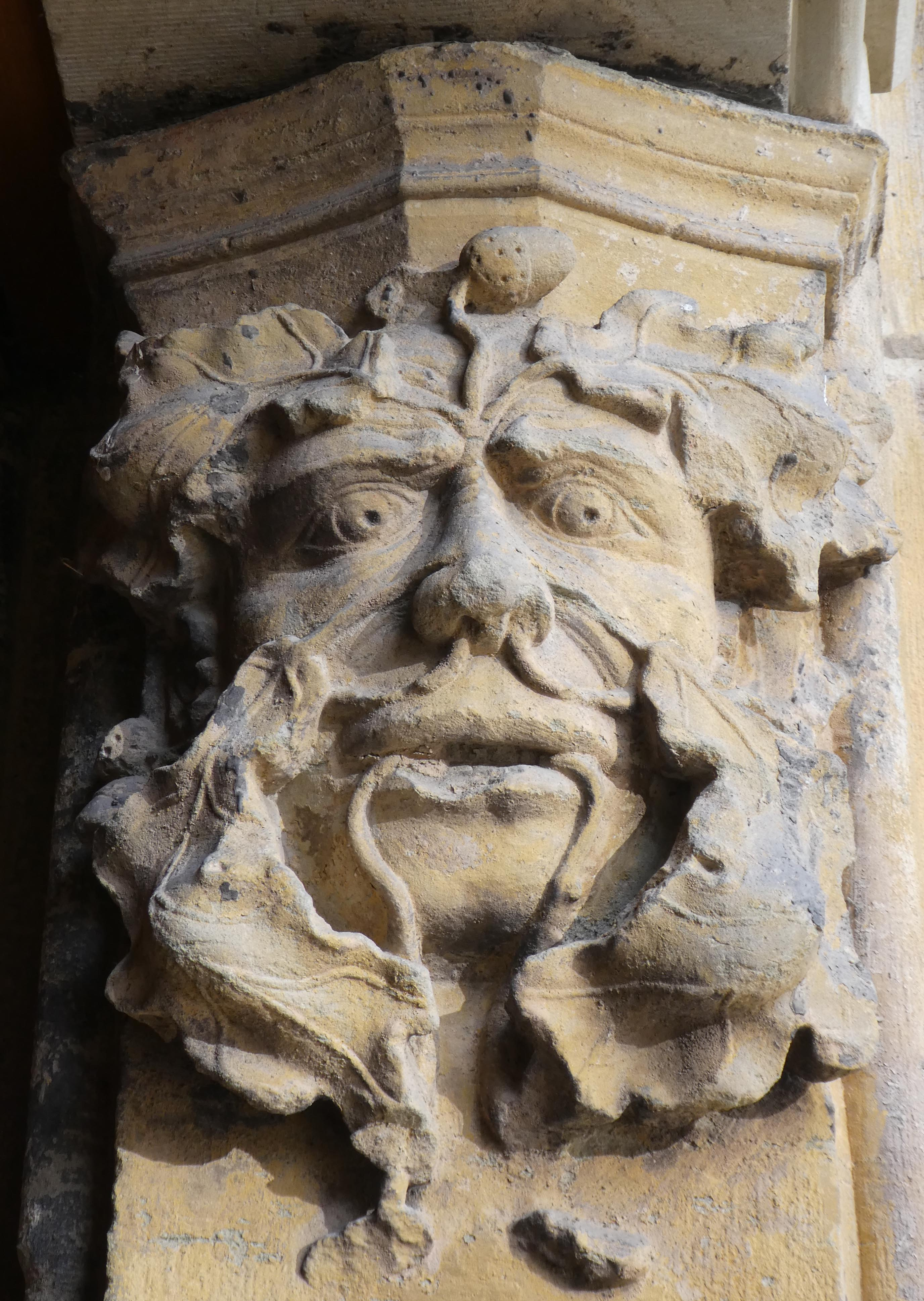
Blattmaske am Südportal rechts, Ende 13. Jh.

### Blattmasken
Gut erhalten und von ausgezeichneter künstlerischer Qualität sind die beiden Blattmasken am südlichen Doppelportal, die jeweils den rechten Kämpfer der beiden Türen zieren. Die erschrockenen bzw. verzerrten Gesichter, die von Blättern überwuchert werden, sind als symbolische Darstellungen von Sündern zu interpretieren. Die Pflanzen stehen dabei für die ungezähmte Natur des Menschen, die es ihm schwer machen, die göttlichen Gebote einzuhalten. Solche Blattmasken, auch „Green Man“, „Tête de feuilles“ oder „Masque Feuillu“ genannt, müssen daher häufig „zur Strafe“ Lasten tragen, wie hier den Türsturz, oder man verwendet sie als Konsolen bzw. Endpunkte von Gewölberippen. Oberhalb des südlichen Doppelportals flankieren zwei weitere Blattmasken das große Südfenster am Turmgesims. Im Inneren der Kirche schmückt eine Blattmaske (wohl 14. Jahrhundert) auf der rechten (südlichen) Seite des Chorbogens eine Konsole. Eine weitere Blattmaske (wohl ebenfalls 14. Jahrhundert) findet sich im Inneren des Chorraumes im Winkel zwischen Süd- und Westwand des Chors.

### Fialbekrönungen
Nur auf der Südseite, der Schau- und Prachtseite der Kirche, sind einige der Fialen mit figürlichem Schmuck versehen. Es gibt dort ein affenartiges Tier, einen Hund, einen geflügelten, bärenartig wirkenden Drachen mit Schuppenschwanz und einen Reiter mit Schwert. Bei der Restaurierung 1971–82 wurden die Figuren durch Kopien ersetzt.

## Ausstattung

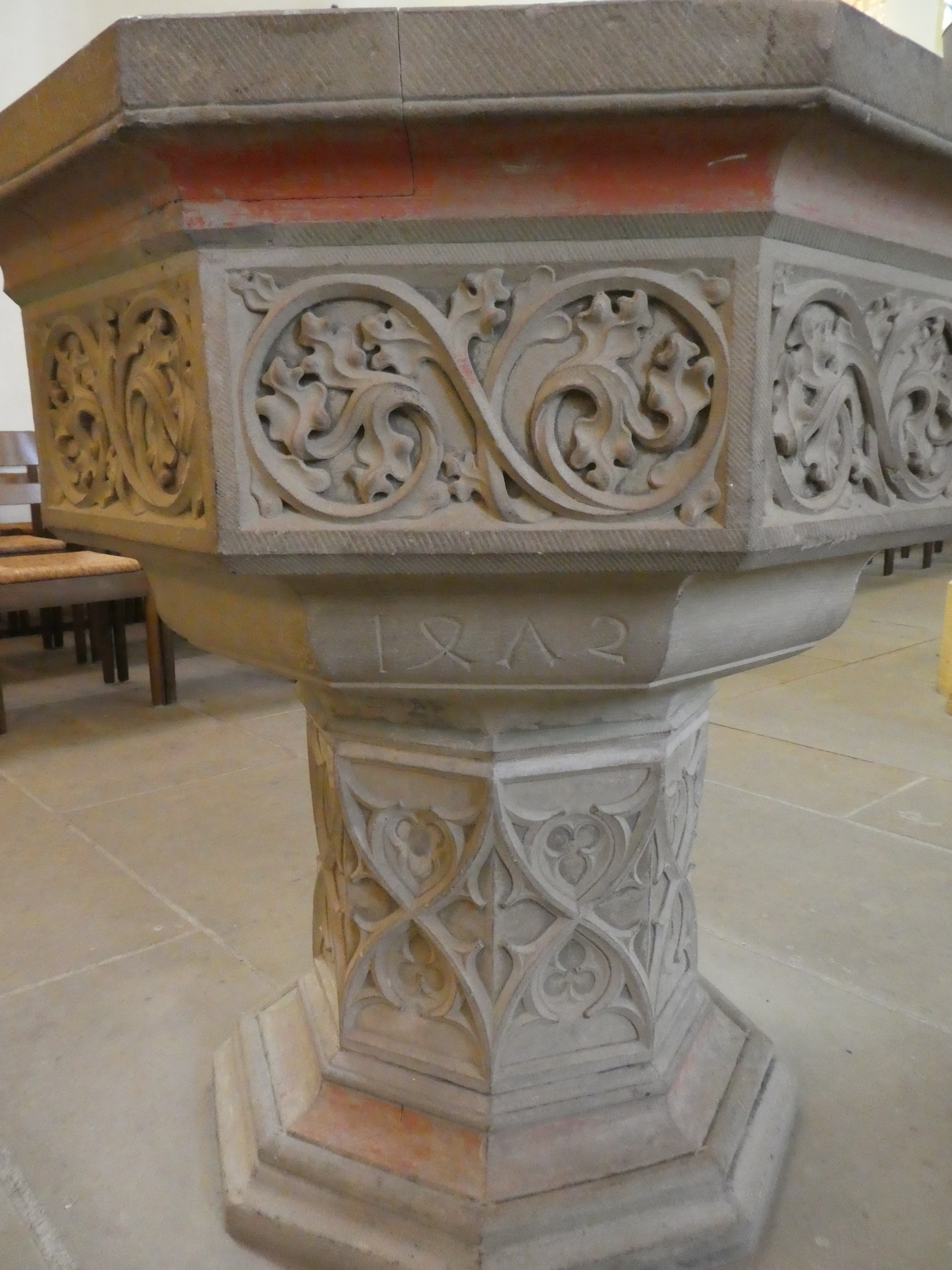
Taufstein, 1472

### Taufstein
Das älteste erhaltene Ausstattungsstück ist der Taufstein von 1472. Die Jahreszahl ist in gotischen Ziffern unterhalb des achteckigen Beckenrandes eingemeißelt. Der Taufstein hat die Form eines Kelches oder einer Brunnenschale. Am Becken ist er mit pflanzlichen Rankenornamenten und am Fuß mit Blendmaßwerk dekoriert.

### Kanzel

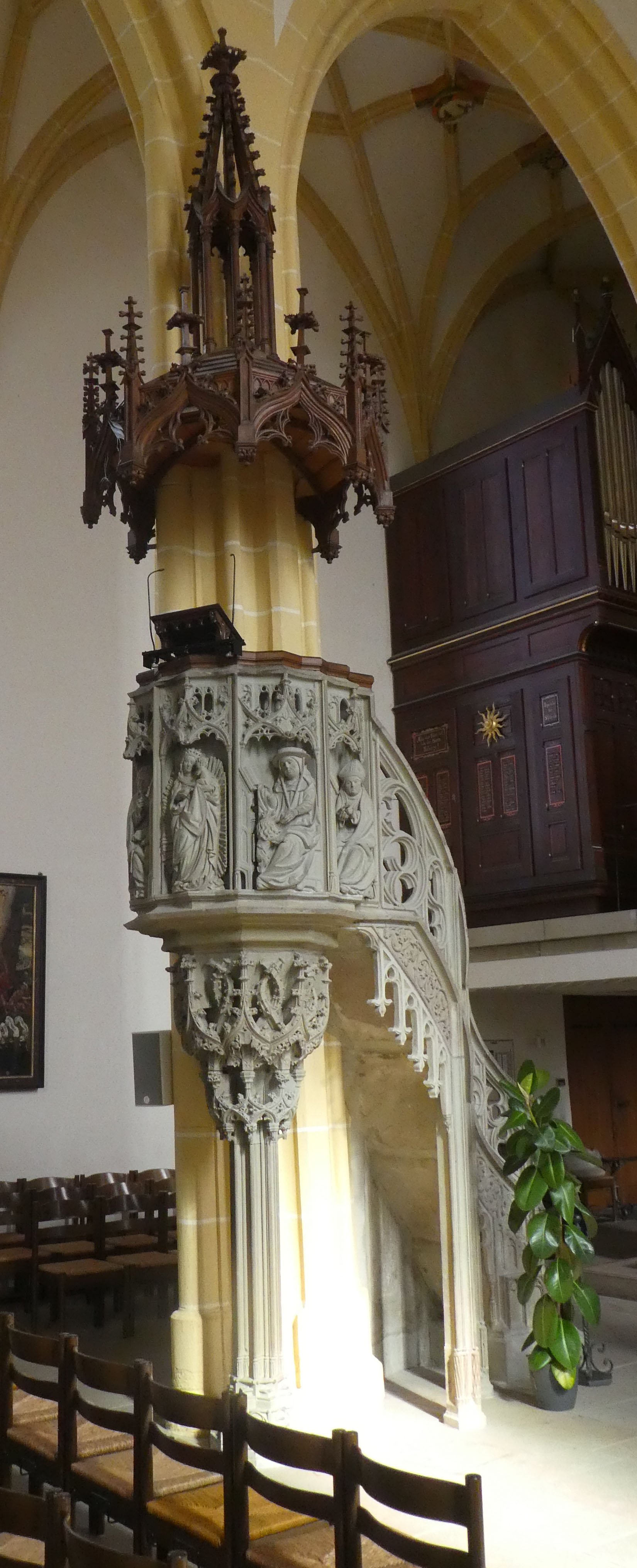
Kanzel, 1502–1504

Die kunstvolle Kanzel aus Sandstein wurde von dem Herrenberger Steinmetzen Hanselmann 1502–1504 gefertigt. Auf den Brüstungsreliefs sind die lateinischen Kirchenväter Gregor der Große, Hieronymus, Augustinus von Hippo und Ambrosius von Mailand sowie im Mittelfeld die Kirchenpatronin Maria im Strahlenkranz mit dem Jesuskind abgebildet. Wahrscheinlich hat Hanselmann nur die ornamentalen und konstruktiven Teile der Kanzel gearbeitet. Die separat gemeißelten Reliefs wurden wohl von einem unbekannten auswärtigen Bildhauer geschaffen. Dies ist naheliegend, da der Rücken des Löwen bei Hieronymus abgearbeitet werden musste, weil er bei Anlieferung offensichtlich nicht in die vorgesehene Nische passte. Die Herrenberger Kanzel zeigt in ihrer Ornamentik, besonders bei der Gestaltung des Kanzelfußes, Ähnlichkeiten mit der 1490 geschaffenen Kanzel der Tübinger Stiftskirche. Wie diese hatte auch die Herrenberger Kanzel ihre ursprüngliche Position am dritten, dem mittleren Pfeiler der nördlichen Arkadenreihe. Von 1890 bis 1980 war sie um zwei Pfeiler östlich versetzt (Umwandlung der Querkirche in eine Längskirche), befindet sich aber seit der Sanierung und Restaurierung wieder am ursprünglichen Platz. Der Schalldeckel der Kanzel ist ein Teil der neugotischen Kirchenausstattung aus der Zeit um 1890.

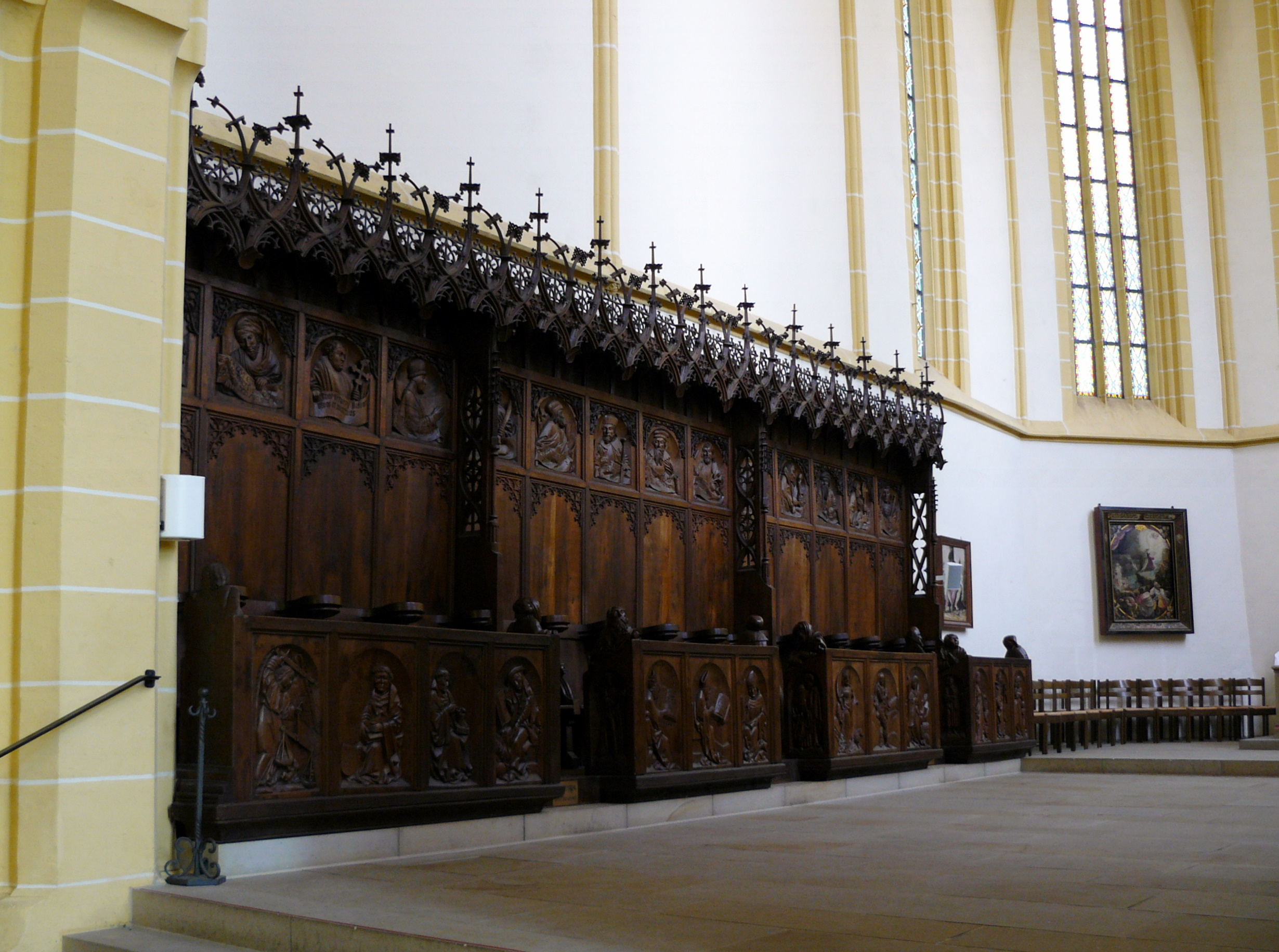
Chorgestühl, 1517

### Chorgestühl

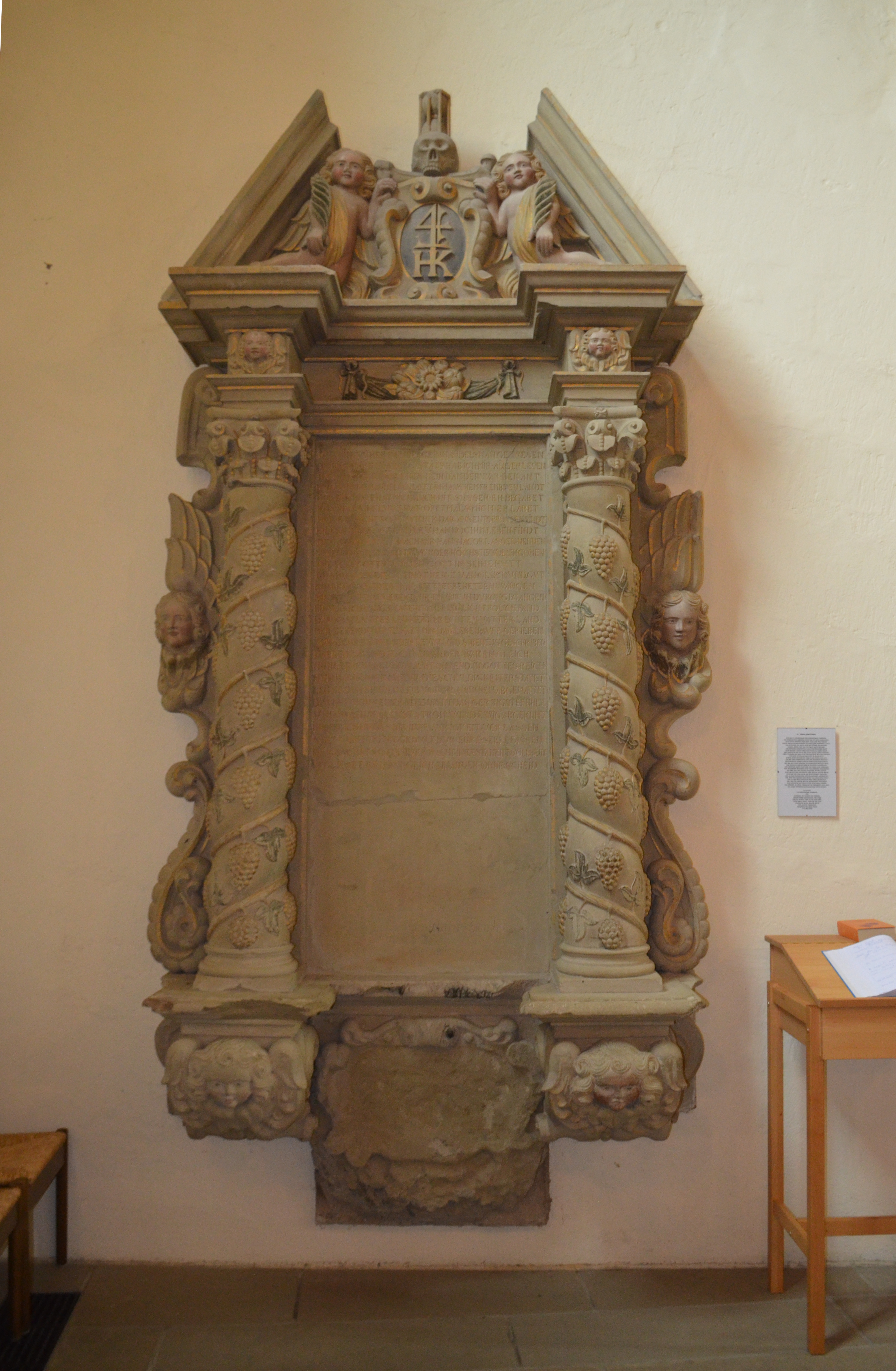
Epitaph Johann Jakob Khönle, 1675

Wie die Signatur auf der östlichsten Rückenlehne der Nordseite mitteilt, wurde das Chorgestühl im Jahr 1517 fertiggestellt. Als Meister ist Heinrich Schickhardt [der Ältere] (1464–1540) aus Siegen in Westfalen, Bürger zu Herrenberg, genannt. Er war der Großvater des gleichnamigen Renaissance-Baumeisters Heinrich Schickhardt (1558–1635). Auftraggeber für das aus Eichenholz geschnitzte Chorgestühl mit 25 Sitzplätzen waren die Brüder vom gemeinsamen Leben. Ähnlich wie bei der Kanzel fertigte die Werkstatt Heinrich Schickhardts d. Ä. Unterbau, Rückwände, Sitze und Ornamente, während mindestens vier verschiedene Schnitzer, darunter Christoph von Urach, die Büsten und Reliefs schufen. Vor den Sitzen stehen Pulte mit schrägen Deckplatten. In den originalen Platten sind noch die Löcher vorhanden, in denen ehemals die Schäfte drehbarer Buchstützen für großformatige Gesangbücher steckten. Den oberen Bereich der Rückenlehnen schmücken 25 Bildreliefs, 23 die Vorderseite der Pulte und 13 deren Seitenwangen. Drei weitere Reliefs zieren die seitlichen Hochwangen der Sitze. Dass sich das Bildprogramm auf der gesamten Fläche der Pultvorderseiten fortsetzt, ist eine Besonderheit des Herrenberger Chorgestühls. 14 vollplastische Büsten und 15 Handknäufe in Form kleiner Köpfe zwischen den Sitzen vervollständigen den Skulpturenschmuck.
Johannes Rebmann, der Propst der Brüder vom gemeinsamen Leben, entwarf das Bildprogramm. Es ist typologisch aufgebaut, d. h. Personen und Ereignisse des Alten und Neuen Testaments werden symbolisch zueinander in Beziehung gesetzt. Das Bildprogramm basiert auf dem Apostolischen Glaubensbekenntnis. Ausgehend vom segnenden Christus werden in den Reliefs oberhalb der Sitze abwechselnd die Apostel (mit jeweils einem Satz des Glaubensbekenntnisses) und Personen aus dem Alten Testament (mit einer Bibelstelle, die den Satz des Glaubensbekenntnisses ergänzt oder kommentiert) dargestellt. Die Reliefs auf den Pultvorderseiten zeigen die Arche Noah, die Trunkenheit Noahs, die vier Evangelisten, die Verkündigung an Maria, Johannes den Täufer, sechs weibliche Heilige (Anna selbdritt, Apollonia, Dorothea, Agnes, Maria Magdalena und Helena), die lateinischen Kirchenväter, Benedikt von Nursia, Bernhard von Clairvaux und den Erzengel Michael als Seelenwäger. Auf den Hochwangenreliefs sind die Opferung Isaaks, „Gottvater im Paradies“ und die Taufe Christi dargestellt. Die Pultwangen und ihre vollplastischen Bekrönungen haben geistliches Leben und Gelehrsamkeit als Thema. Eine der Büsten ist ein Porträt des Auftraggebers Johannes Rebmann. Als Ergänzung zum Chorgestühl wurde 1532 nochmals bei Heinrich Schickhardt d. Ä. ein Dreisitz für den zelebrierenden Priester und zwei Diakone in Auftrag gegeben. Die Seitenwangen zeigen David und Goliath bzw. den betenden David und werden jeweils von einem Wappenhalter mit dem württembergischen Herzogswappen bzw. dem Herrenberger Stadtwappen bekrönt. Die hohe Rückwand des Dreisitzes ist eine neugotische Hinzufügung von 1890.

### Epitaphien
Die Stiftskirche beherbergt zahlreiche Epitaphien, d. h. Gedenktafeln für Verstorbene aus der Herrenberger Oberschicht. Sie stammen aus dem 16. bis 18. Jahrhundert. Die auf Holz gemalten Tafeln sind zusammen mit drei steinernen im Inneren der Stiftskirche aufgehängt, weitere steinerne Epitaphien und einige Grabsteine sind in der Vorhalle zu sehen. Das älteste Epitaph stammt aus dem Jahr 1560 (Familie Feind/Zipperer, Südwand) und zeigt die Familie unter einer Darstellung Christi im Garten Gethsemane. Beachtenswert ist das Epitaph für Johannes Neuffer († 1581, Epitaph von ca. 1610) an der Ostwand des südlichen Seitenschiffes. Der Verstorbene hatte dem Herrenberger Chorherrenstift angehört, war bereits 1528 zum protestantischen Glauben übergetreten und wirkte später als Stiftsverwalter. Das Epitaph besteht aus einem zu Lebzeiten von Jakob Züberlin gemalten Porträt, der Darstellung der Bekehrung des Saulus vor Damaskus und einer Familientafel. Dem erfolgreichen Kaufmann Hans Jakob Khönle (1618–1675) wurde ein prächtiges Steinepitaph gewidmet (Westwand des südlichen Seitenschiffs). Unter dem Familienwappen ist ein langer gereimter Text über sein Leben zwischen gedrehte, mit Weinranken umwundene Steinsäulen gesetzt. Reste der farbigen Bemalung und Vergoldung sind noch vorhanden.

## Orgel

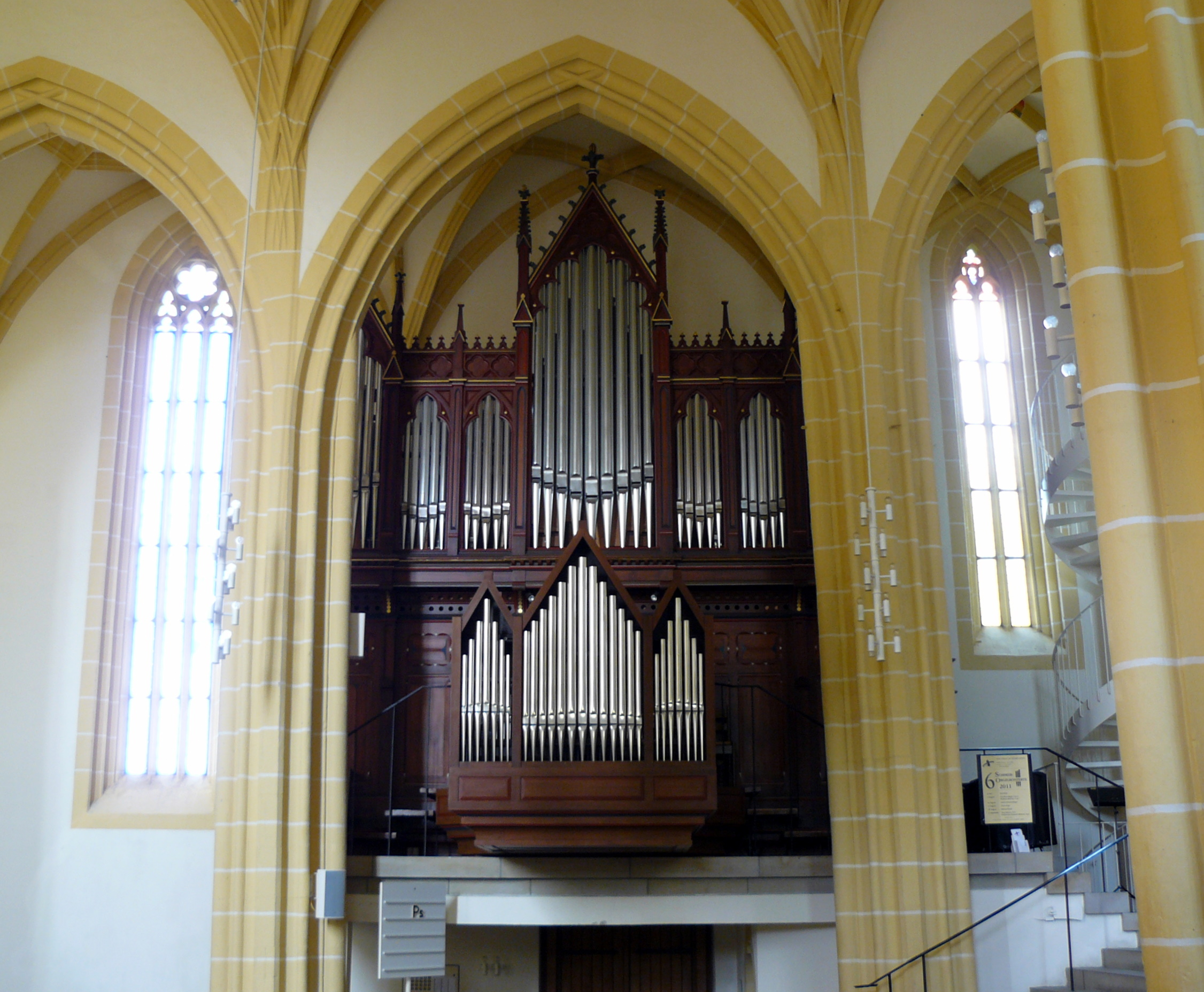
Orgel der Stiftskirche

Die Orgel der Stiftskirche wurde 1985 von dem Orgelbauer Richard Rensch erbaut, wobei das Pfeifenmaterial sowie das Gehäuse der Hauptorgel von 1890 wiederverwendet wurden, die von der Orgelbaufirma Eberhard Friedrich Walcker erbaut worden war. Hinzugekommen ist das schwellbare Rückpositiv. Das Schleifladen-Instrument hat 36 Register auf drei Manualen und Pedal. Die Spieltrakturen sind mechanisch, die Registertrakturen elektrisch.
| I Hauptwerk C–g3 |             |       |
| 1.               | Bourdon     | 16′   |
| 2.               | Principal   | 08′   |
| 3.               | Holzflöte   | 08′   |
| 4.               | Octave      | 04′   |
| 5.               | Rohrflöte   | 04′   |
| 6.               | Quinte      | 2 ⁄3′ |
| 7.               | Octave      | 02′   |
| 8.               | Mixtur V    | 02′   |
| 9.               | Zimbel III  | 1⁄2′  |
| 10.              | Kornett V   | 08′   |
| 11.              | Trompete    | 08′   |
|                  | Zimbelstern |       |

| II Oberwerk C–g3 |                 |       |
| 12.              | Salicional      | 8′    |
| 13.              | Gedeckt         | 8′    |
| 14.              | Geigenprincipal | 8′    |
| 15.              | Schwebung       | 8′    |
| 16.              | Flauto Dolce    | 4′    |
| 17.              | Fugara          | 4′    |
| 18.              | Waldflöte       | 2′    |
| 19.              | Scharf IV–VI    | 1 ⁄3′ |
| 20.              | Klarinette      | 8′    |

| III Schwell-Positiv C–g3 |                 |       |
| 21.                      | Rohrgedeckt     | 8′    |
| 22.                      | Principal       | 4′    |
| 23.                      | Kleingedeckt    | 4′    |
| 24.                      | Sesquialter II  | 2 ⁄3′ |
| 25.                      | Octave          | 2′    |
| 26.                      | Quinte          | 1 ⁄3′ |
| 27.                      | Scharfzimbel IV | 1′    |
| 28.                      | Basson-Hautbois | 8′    |
|                          | Tremulant       |       |

| Pedal C–f1 |              |     |
| 29.        | Principalbaß | 16′ |
| 30.        | Subbaß       | 16′ |
| 31.        | Octavbaß     | 08′ |
| 32.        | Spitzflöte   | 08′ |
| 33.        | Choralbaß    | 04′ |
| 34.        | Posaune      | 16′ |
| 35.        | Trompete     | 08′ |
| 36.        | Clairon      | 04′ |

- Koppeln: II/I, III/I, III/II, I/P, II/P, III/P
- Spielhilfen: 128-fache Setzeranlage

## Glocken

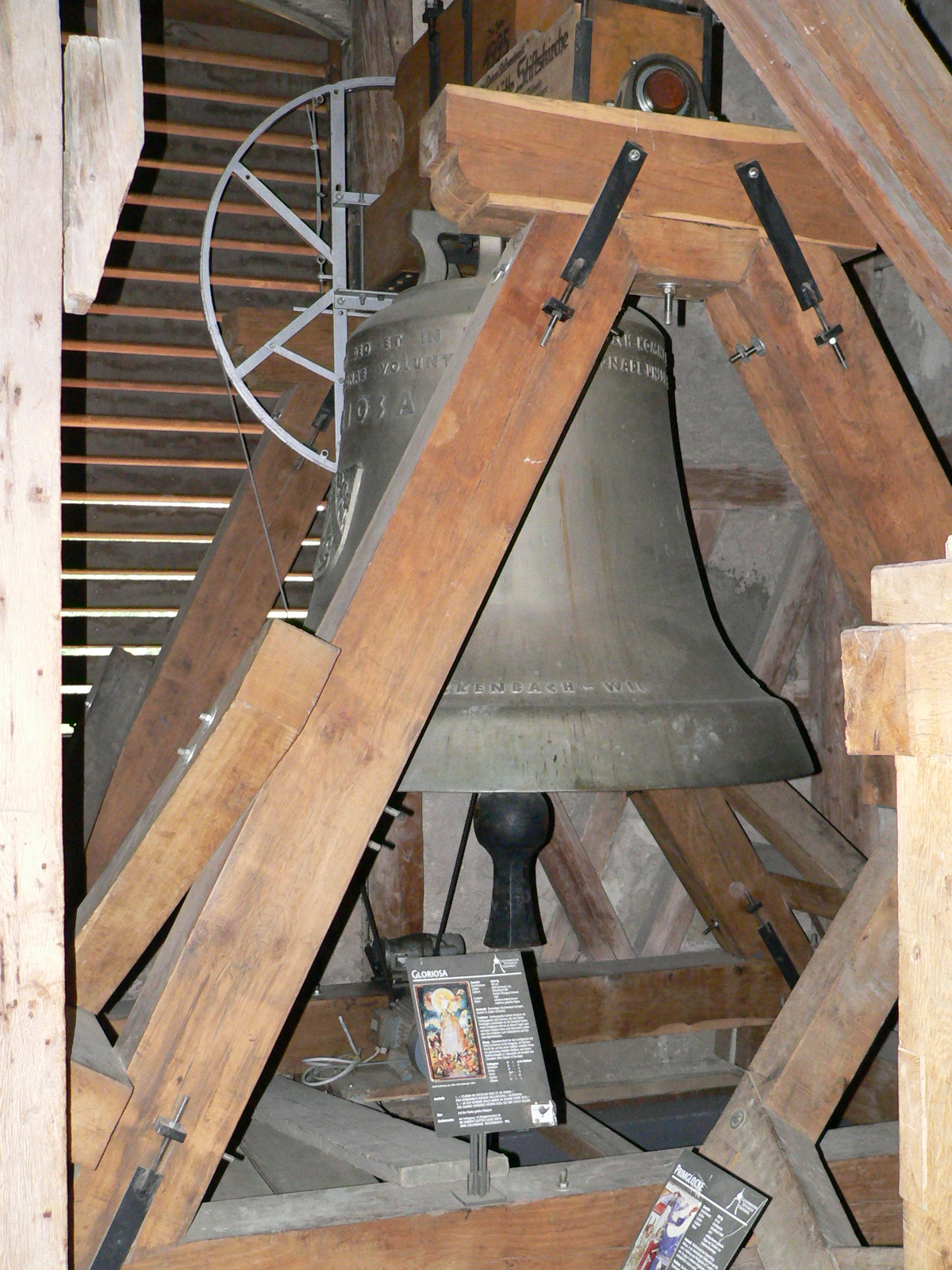
„Gloriosa“, größte Läute-Glocke

Charakteristisch ist der wuchtige frühgotische Turm mit barocker Zwiebelhaube, als Ergebnis einer Turmerneuerung im Jahr 1749.
Im Inneren des Turmes befindet sich eine weiträumige Glockenstube, die das umfangreichste Kirchengeläut Deutschlands beherbergt. Während die Glocken noch täglich ihren liturgischen Dienst verrichten, werden sie gleichzeitig als Exponate des Glockenmuseums Herrenberg präsentiert. Hier wird die Entwicklungsgeschichte der Glocken von der Karolingerzeit bis heute gezeigt. Die frühesten Beispiele sind als Nachgüsse vorhanden, jedoch stammt die älteste originale Glocke der Sammlung, die „Armesünderglocke“, aus der Zeit um 1200. Die Glockensammlung umfasst historische und neuere Herrenberger Glocken sowie Einzelstücke aus dem gesamten deutschsprachigen Raum, darunter auch Leihglocken aus den ehemaligen deutschen Ostgebieten. Neben dem Hauptgeläute (22 Glocken) gibt es im Turm ein 2012 angeschafftes 50-stimmiges Glockenspiel und ein elf-stimmiges Zimbelgeläut aus den Jahren 1998 bis 2001, zu dem die heute noch arbeitenden Glockengießereien in Deutschland, Österreich und der Schweiz jeweils mindestens eine Glocke beigesteuert haben. 2020 wurde dem Herrenberger Geläut eine neue große Glocke, die „Vaterunserglocke“, als Ersatz für die beschädigte Guldenglocke, hinzugefügt.